# Roger Pratt
Roger Pratt (ur. 27 lutego 1947 w Leicester, zm. 31 grudnia 2024) – brytyjski operator filmowy. Nominowany do Oscara za najlepsze zdjęcia do filmu Koniec romansu (1999) Neila Jordana. 
Najbardziej znany ze współpracy z reżyserem Terrym Gilliamem. Pracowali razem przy filmach Sens życia według Monty Pythona (1983), Brazil (1985), Fisher King (1991) i 12 małp (1995). Pratt odpowiadał za zdjęcia również do m.in. Batmana (1989), Cienistej doliny (1993), Frankensteina (1994), Czekolady (2000), Iris (2001), Harry’ego Pottera i Komnaty Tajemnic (2002) czy Troi (2004).